# Фау-2

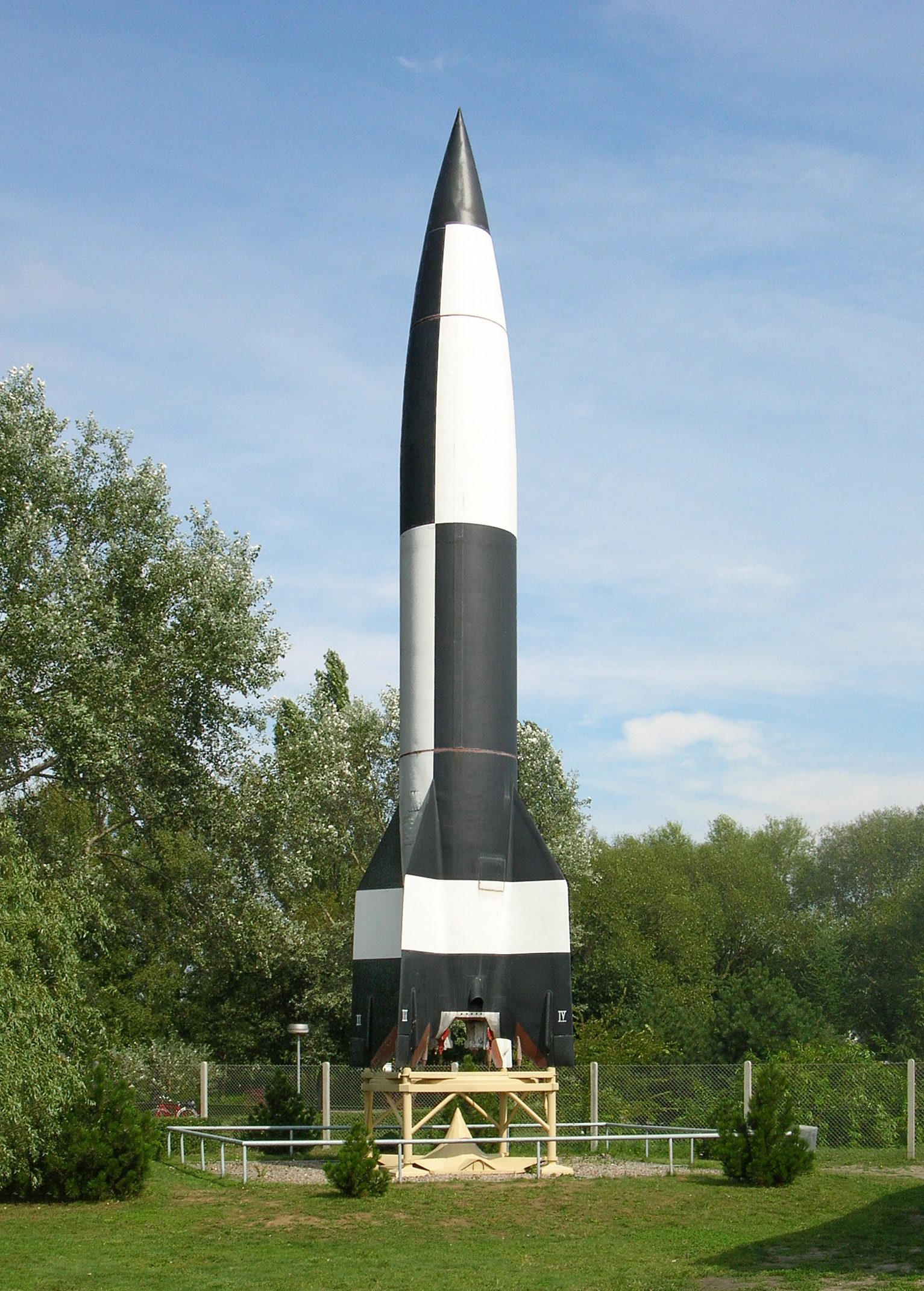
Копія першої ракети V-2 в музеї Пенемюнде. Як і в оригіналі, на основу ракети нанесене зображення з німецького фільму Жінка на Місяці (Frau im Mond)

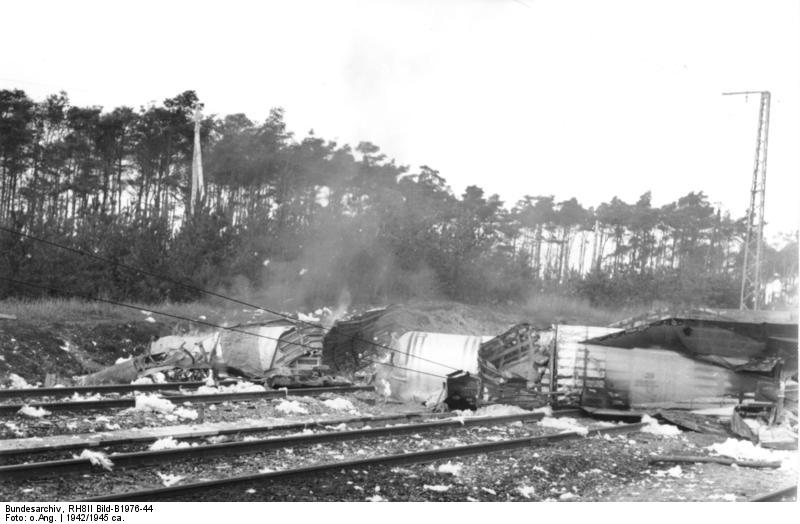
Пенемюнде, аварія Фау-2

1. Боєголовка (Gefechtskopf)
2. Гіроскопічна система (Kreiselsteuerung)
3. Система керування і контролю роботи (Steuerung und Funkkontrolle)
4. Бак рідкого палива (спирт)(Treibstoff-Tank (Alkohol))
5. Корпус ракети (Raketenkörper)
6. Бак кисню (Sauerstoff-Tank)
7. Бак перекису водню (Wasserstoffperoxid-Tank)
8. Бак охолоджувальної речовини (азот)(Kühlmittel-Tank (Stickstoff)
9. Перекисоводневий двигун (Wasserstoffperoxid-Motor)
10. Турбопомпа (Turbopumpe)
11. Спиртово-кисневий пальник (Alkohol/Sauerstoff-Brenner)
12. Корпус двигуна малої тяги (Triebwerkskörper)
13. Головна камера згоряння (Hauptbrennkammer)
14. Лопать стабілізатора (Stabilisierungflosse)
15. Упорскувач спирту (Alkohol-Einspritzung)
16. Газоструменеве кермо (Gasruder)
17. Аеродинамічне стерно (Luftruder)

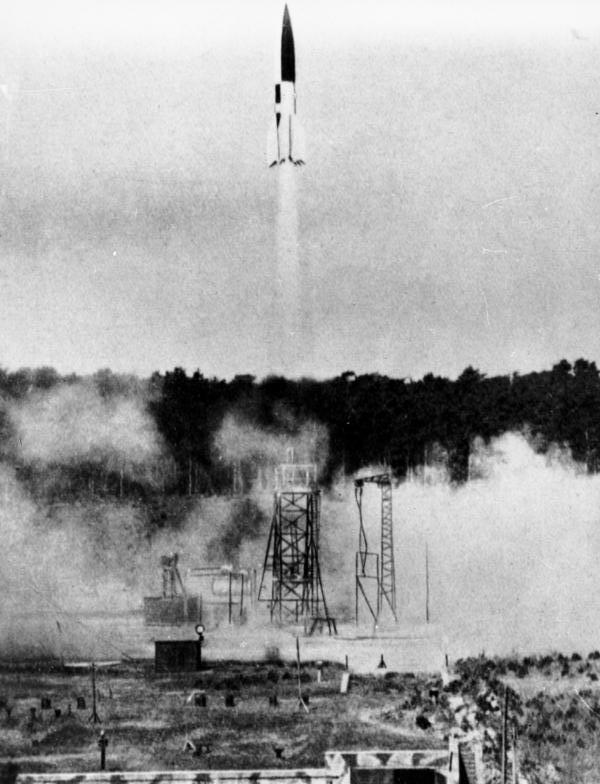
Старт Фау-2, літо 1943

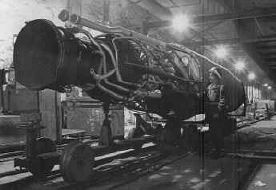
Лінія виробництва Фау-2 біля концтабору Дора

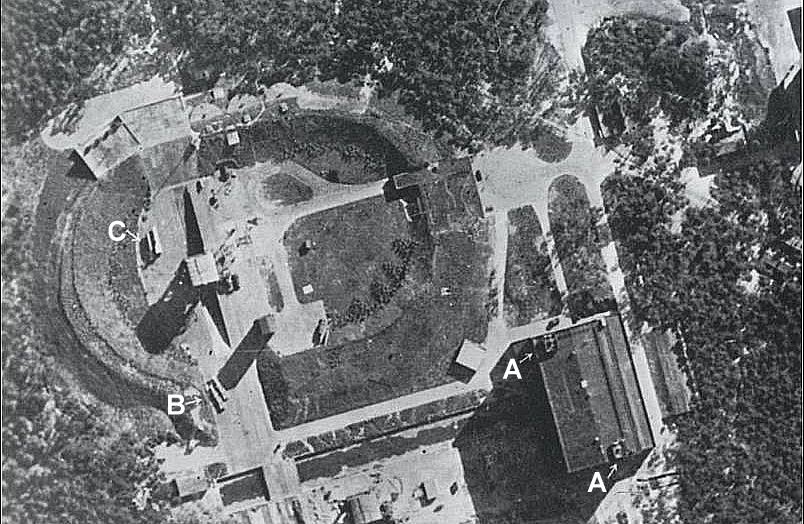
Стартовий майданчик з ракетами Фау-2

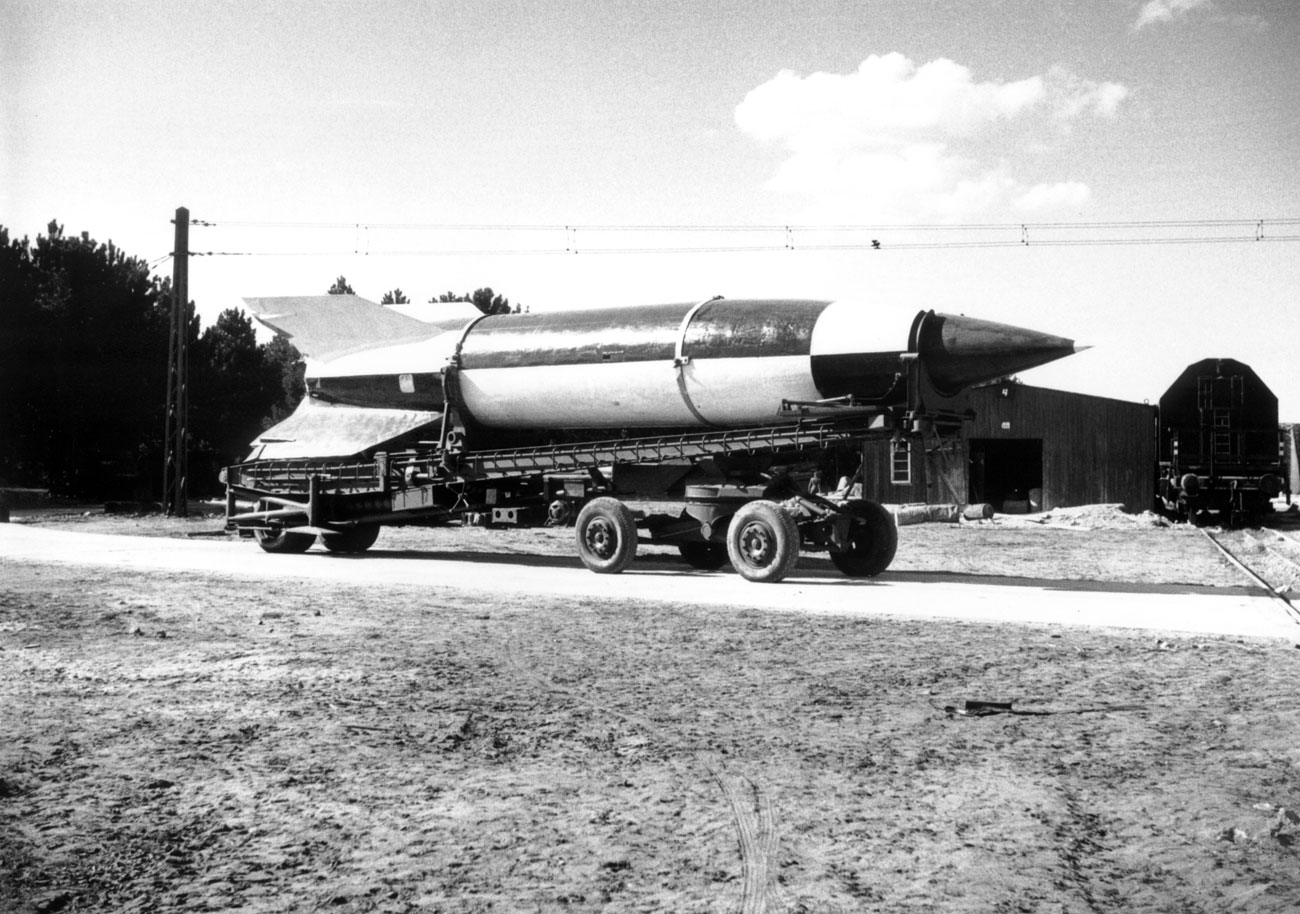
Фау-2

Фау-2 (нім. V-2 від Vergeltungswaffe — «зброя відплати») — німецька одноступенева балістична ракета, розроблена німецьким конструктором Вернером фон Брауном у межах програми Aggregat під індексом A-4. Разом з V-1 та V-3 складала програму «Зброї відплати». 
Застосовувалась Німеччиною наприкінці Другої світової війни для ураження міст і великих об'єктів на теренах Великої Британії і Бельгії. Після війни була прототипом для розробки перших балістичних ракет у США, СРСР та інших країнах.

## Будова
Фау-2, одноступенева балістична ракета з рідинним ракетним двигуном і автономним керуванням на активній ділянці траєкторії. Стартова маса майже 13 т, маса вибухової речовини 800 кг, довжина 14 м, максимальний діаметр корпуса 1,65 м, швидкість польоту наприкінці активної ділянки траєкторії 1700 м/с (6120 км/год), дальність польоту до 320 км. Фау-2 мала складну конструкцію, що обходилася у виробництві вдесятеро дорожче, ніж Фау-1, і коштувала в середньому 119600 рейхсмарок, але була цілком невразливою для засобів ППО того часу. Проте невисока точність влучення (в круг діаметром 10 км влучало тільки 50% запущених ракет) й недостатня потужність бойового заряду не давали змоги по справжньому використовувати цю перевагу. Із 4300 запущених ракет понад 2000 вибухнули на землі чи в повітрі під час запуску, або вийшли з ладу в польоті, 1402 з тих що долетіли, застосовано безпосередньо проти Великої Британії, 517 із них вибухнули в межах Лондона.

## Основні технічні характеристики
| Довжина, мм                                                      | 14 000       |
| Діаметр корпуса, мм                                              | 1 650        |
| Діаметр зі стабілізаторами, мм                                   | 3 550        |
| Маса незаправленої ракети з боєголовкою, кг                      | 4 000        |
| Маса стартова, кг                                                | 12 900       |
| Корисне навантаження, кг                                         | 1 000        |
| Маса вибухової речовини, кг                                      | 750          |
| Маса спирту (частка води - 25%), кг                              | 3 965        |
| Маса рідкого кисню, кг                                           | 4 970        |
| Маса перекису водню, кг                                          | 129          |
| Маса перманганату натрію, кг                                     | 15,8         |
| Маса рідкого азоту, кг                                           | 13,5         |
| Витрата палива, кг/с                                             | 127          |
| Пропорція суміші (спирт/кисень)                                  | 0,81         |
| Час горіння найбільший, с                                        | 65           |
| Тяга на старті, кг                                               | 25 000       |
| Тяга перед відсічкою палива, кг                                  | 4 200        |
| Прискорення на старті, g                                         | 0,9          |
| Прискорення перед відсічкою палива, g                            | 5            |
| Температура в камері згоряння, °C                                | прибл. 2 700 |
| Тиск в камері згоряння, атм.                                     | 15,45        |
| Тиск запалювання (понад тиск у камері згоряння), атм.            | 2,4          |
| Швидкість подавання палива, м/с                                  | 2 050        |
| Час набору швидкості звуку, с                                    | 25           |
| Швидкість польоту по траєкторії найбільша, м/с                   | 1 600        |
| Швидкість у мить удару, м/с                                      | 900...1 100  |
| Висота у мить відсічки подавання пального, тис. м                | 22           |
| Віддаль від місця старту до миті відсічки подавання пального, км | 24           |
| Найвища точка траєкторії, тис. м                                 | 80...90      |
| Дальність польоту найбільша, км                                  | 320          |

## Історія створення
1926 року в Німеччині була організована самодіяльна група — Товариство міжпланетних сполучень (Verein für Raumschiffahrt). В кінці 1929 року міністр оборони Німеччини віддав наказ про вивчення можливості використання ракет для військових цілей, а в 1932 була створена дослідна станція для ракет на рідкому паливі в Куммерсдорфі під Берліном. Цього ж 1932 року, Verein für Raumschiffahrt організувало виставку для армії і відповідальному за військову ракетну програму капітану Вальтеру Дорнбергеру була продемонстрована експериментальна ракета, розроблена молодим німецьким конструктором Вернером фон Брауном. Попри те, що можливості показаної ракети були досить обмежені, Дорнбергер запропонував фон Брауну та іншим членам Товариства продовжити розробку під керуванням військових. Фон Браун погодився працювати на таких умовах.
У грудні 1934 був досягнутий успіх у запуску ракети A-2 — невеликій моделі, яка працювала на етанолі (етиловому спирті) і рідкому кисні. До цього часу було розраховано безліч ймовірно придатних варіантів паливної суміші, однак військових найбільше зацікавила можливість використання етанолу, пов'язана з постійною нестачею нафтопродуктів для Німеччини. Етиловий спирт вироблявся у великих кількостях, як результат переробки картоплі і гідролізом деревини. Цей вид палива використовувався німцями протягом всієї Другої світової війни;
Домігшись успіху з A-2, група фон Брауна перейшла до розробок ракет A-3 і A-4 (майбутньої Фау-2). Остання повинна була стати вже повнорозмірною балістичною ракетою з приблизною дальністю польоту близько 175 кілометрів, висотою підйому до 80 кілометрів і масою корисного навантаження близько 1 тонни. Збільшення можливостей багато в чому спиралося на комплексну переробку двигуна, виконану інженером Вальтером Тілем.

## Місце в історії техніки
Попри всі свої вади, ракета А-4 за своїм технічним рівнем значно перевищувала усе, що було створене на той час у даній галузі в інших країнах світу. Зокрема, тяга двигуна у 25 тонн була недосяжною для інших ракетобудівників (тяга найпотужніших двигунів, створених, наприклад, в Радянському Союзі на той час, не перевищувала півтори тони).
А-4 мала майже усі найважливіші ознаки, притаманні для сучасної ракетної техніки (потужний рідинний ракетний двигун з турбонасосною системою подавання палива, автономну інерційну систему керування тощо). А-4 стала також першим штучним об'єктом, що здійснив суборбітальний космічний політ, вийшовши за межі щільних шарів атмосфери.
Використання досягнень німецьких ракетобудівників стало основою для виникнення ракетної індустрії в інших країнах, передусім у США та колишньому СРСР. Подібний поступ мав місце і в Сполучених Штатах, де над створенням ракетної техніки працювала команда німецьких фахівців під керівництвом самого фон Брауна, «батька» А-4 (див. Операція «Скріпка»).
Таким чином, А-4 стала прообразом для створення не лише балістичних, але і космічних ракет-носіїв.

### Радянський Союз
Розвідувальна інформація про існування ракетної «зброї відплати» у нацистській Німеччині привернула увагу вищого радянського керівництва та, фактично, дала старт розробці відповідних озброєнь в Союзі.
Перші балістичні ракети Р-1, Р-2 та Р-5, створені під керівництвом Сергія Корольова, були прямими «нащадками» А-4 (найперша з них — майже точна копія, остання — значно вдосконалений продукт розвитку конструкції).
У спогадах соратник Корольова Борис Черток згадував, що радянські конструктори були приголомшені рівнем розвитку ракетобудування в Третьому рейху. Наприклад, радянські експериментальні ракетні двигуни з рідинними компонентами палива на той час розвивали тягу до сотень кілограмів проти понад 20 тонн у захоплених А-4.
Трофейні ракети навіть поступили на озброєння радянської 23-ї гвардійської бригади спеціального призначення в 1947 році. Пускові установки були змонтовані на залізничні транспортери FMS. Дещо згодом на озброєння надійшли майже точні копії — ракети Р-1 та Р-2 з мобільними пусковими установками на основі німецького трейлера Meillerwagen.